# Сейєдабад (Марказі)
Сейєдабад (перс. سيداباد) — село в Ірані, у дегестані Хошкруд, в Центральному бахші, шахрестані Зарандіє остану Марказі. За даними перепису 2006 року, його населення становило 56 осіб, що проживали у складі 23 сімей.

## Клімат
Середня річна температура становить 14,02°C, середня максимальна – 32,82°C, а середня мінімальна – -8,91°C. Середня річна кількість опадів – 248 мм.
| Клімат поселення                              | Клімат поселення | Клімат поселення | Клімат поселення | Клімат поселення | Клімат поселення | Клімат поселення | Клімат поселення | Клімат поселення | Клімат поселення | Клімат поселення | Клімат поселення | Клімат поселення | Клімат поселення |
| Показник                                      | Січ.             | Лют.             | Бер.             | Квіт.            | Трав.            | Черв.            | Лип.             | Серп.            | Вер.             | Жовт.            | Лист.            | Груд.            |                  |
| Середній максимум, °C                         | 8,62             | 10,97            | 16,37            | 22,78            | 27,44            | 32,33            | 32,82            | 31,67            | 27,73            | 21,84            | 15,10            | 8,87             |                  |
| Середня температура, °C                       | −0,15            | 2,21             | 7,60             | 14,01            | 18,68            | 23,56            | 26,87            | 25,72            | 21,76            | 15,89            | 9,14             | 2,91             |                  |
| Середній мінімум, °C                          | −8,91            | −6,56            | −1,17            | 5,25             | 9,91             | 14,80            | 20,89            | 19,75            | 15,80            | 9,92             | 3,18             | −3,05            |                  |
| Норма опадів, мм                              | 33               | 33               | 46               | 34               | 26               | 4                | 1                | 1                | 1                | 13               | 22               | 34               |                  |
| Середньомісячна швидкість вітру, м/с          | 1.32             | 2.09             | 2.97             | 3.39             | 2.98             | 2.72             | 2.78             | 2.74             | 2.36             | 2.30             | 1.99             | 1.40             |                  |
| Середньомісячна сонячна радіація, кДж/м²·день | 9040             | 11943            | 14313            | 17877            | 21891            | 26068            | 25806            | 23376            | 19906            | 14517            | 10688            | 8681             |                  |
| --------------------------------------------- | ---------------- | ---------------- | ---------------- | ---------------- | ---------------- | ---------------- | ---------------- | ---------------- | ---------------- | ---------------- | ---------------- | ---------------- | ---------------- |
| Джерело:                                      |                  |                  |                  |                  |                  |                  |                  |                  |                  |                  |                  |                  |                  |